# Myrtelle Canavan
Myrtelle May Moore Canavan (24. července 1879 Greenbush Township – 4. srpna 1953 Boston) byla americká lékařka a výzkumnice. Byla jednou z prvních patoložek. Vstoupila ve známost svou publikací popisující nemoc Canavanové (někdy nazývanou Canavanova nemoc) v roce 1931.

## Život a kariéra
Narodila se v Greenbush Township blízko St. Johns v Michiganu. Studovala na michiganské státní zemědělské fakultě (dnešní Michiganská státní univerzita), University of Michigan Medical School (Lékařská fakulta michiganské univerzity) a na Ženské lékařské fakultě v Pensylvánii, kde získala lékařský titul v roce 1905.
V roce 1905 se provdala za dr. Jamese F. Canavana.
V roce 1907 byla jmenována asistentkou bakteriologa v Denverské státní nemocnici v Massachusetts, kde se setkala s Elemerem E. Southardem, profesorem neuropatie z Harvardské lékařské fakulty, který podnítil její zájem o neuropatologii. V roce 1910 se stala rezidentkou patologie v Bostonské státní nemocnici a v roce 1914 byla jmenována patoložkou na oddělení duševních chorob v Massachusetts. Vyučovala také neuropatologii na univerzitě ve Vermontu.
Po Southardově smrti v roce 1920 se stala výkonnou ředitelkou laboratoří Bostonské psychopatické nemocnice, která se později změnila na Massachusettské centrum duševního zdraví. Od roku 1920 až do jejího odchodu na odpočinek roku 1945 byla spolupracovnicí profesora neuropatologie Bostonské univerzity a kurátorka Warrenova anatomického muzea na Harvardské lékařské fakultě, kam přidala více než 1500 exponátů, kde zdokonalila vedení záznamů a odstranila poničené exponáty. Její oficiální titul však zněl „asistentka kurátora“, kvůli námitkám proti tomu, aby žena vedla muzeum.
Myrtelle Canavan zemřela na Parkinsonovu nemoc v roce 1953.

## Výzkum
Její výzkum se soustředil na účinky poškození nervové soustavy na mysl a tělo. Také ji velmi zajímala bakteriologie – prvních 79 článků, které vydala byly o bacilární úplavici a první článek, který vydala společně se Southardem se zabýval bakteriální invazí krve a mozkomíšního moku. Studovala patologii nemocí ovlivňující zrakový nerv, slezinu, mozek a míchu a zkoumala případy náhlého úmrtí, roztroušené sklerózy a mikroskopického krvácení.
Po předchozí dohodě provedla pitvu na Franku Bunker Gilberthovi a identifikovala arteriosklerózu, která způsobila jeho smrt. V roce 1925 vydala Elmer Ermest Southard and His Parents: A Brain Study, zprávu o zkoumání mozků jejího mentora a jeho rodičů. Také vyškolila neuropatoložku Louise Eisenhard, která se stala renomovanou odbornicí v oblasti diagnózy mozkových nádorů. V roce 1959 jí bylo připisováno školení 70 % později certifikovaných neurochirurgů.
Zvláštní zájem měla o neuropatologii duševních chorob. Se Southardem a dalšími přispívala do monografické série nazvané Waverley researches in the Pathology of Feeble-Minded.
Nejvíce se proslavila prací, jíž byla spoluautorkou v roce 1931, kde probírá případ dítěte, které zemřelo ve věku šestnácti měsíců a jehož mozek měl houbovitou bílou část. Canavan byla první, kdo identifikoval tuto degenerativní poruchu centrálního nervového systému, která byla později pojmenována nemoc Canavanové.